# نيكولا برات
نيكولا برات هو مجدف كندي، ولد في 10 يوليو 1985 في برغن في النرويج.

## وصلات خارجية
- نيكولا برات على موقع الاتحاد الدولي للتجديف (الإنجليزية)
- نيكولا برات على موقع أوليمبيديا (الإنجليزية)